# Сільське господарство Намібії
Однією з галузей економіки Намібії є сільське господарство. ВВП сільського господарства країни становить 5 % від національного. Головне виробництво — тваринництво, землеробство, лісове господарство. Від 25 % до 40 % від населення країни залежить від сільськогосподарського виробництва. За даними 2010 року, міністром сільського господарства країни є Джон Муторва. У міністерстві діє низка державних організацій, у тому числі Намібійська водна організація.

## Опис
Виробництво в даній країні ускладнене тим, що 2 % території Намібії досить зволожується опадами. Більшість річок країни є ефемерними, для зрошення полів можуть бути використані тільки прикордонні річки: Оранжева, Кунене, Окаванґо.
Незважаючи на те, що в період з 2004 по 2009 рік сільськогосподарське виробництво становило 5-6 % ВВП Намібії, значна частина населення Намібії залежить від сільськогосподарської діяльності. Продукти тваринного походження, живі тварини та експорт сільськогосподарських культур склали приблизно 10,7 % від загального обсягу експорту країни. Зараз в країні налічується близько 4000 комерційних ферм, з яких 3000 належать білому населенню. У центральних і північних регіонах переважає розведення великої рогатої худоби, а каракульскі вівці і кози розводяться переважно в південних посушливих районах. Основні сільськогосподарські культури: просо, сорго, кукурудза і арахіс. Біля берегів річки Оранжева також вирощується столовий виноград.